# Postcrossing

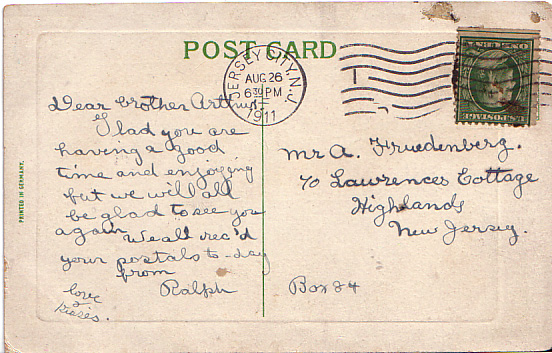
Os membros do Postcrossing, ditos postcrossers, trocam postais entre si

Postcrossing é um projeto baseado na Internet que consiste na troca de postais entre membros registados, de certo modo semelhante ao Bookcrossing. No entanto, enquanto este último implica deixar livros em locais devidamente divulgados para que outros os recolham e leiam, o Postcrossing consiste na troca aleatória de postais. Os participantes que enviam um postal irão também receber pelo menos um de um outro utilizador de qualquer país do mundo.

## O Projeto
Criado em Julho de 2005 por Paulo Magalhães, um jovem estudante português, este projeto tem sofrido pequenas alterações com vista ao seu aperfeiçoamento e, a par disso, tem já sido assunto de diversos artigos na imprensa ao redor do mundo.
O objetivo deste projeto é permitir a qualquer pessoa receber postais de todo o mundo, quase que gratuitamente, fazendo parte do postcrossing. A regra base é a seguinte: se enviar um postal, irá receber um de volta, de um outro postcrosser em algum lugar do mundo.
A razão fundamental que motiva a troca de postais é porque existem muitas pessoas que gostam de receber correspondência física, e não apenas virtual. Além disso, o fator surpresa de receber postais de diferentes lugares do mundo (muitos dos quais provavelmente nunca se ouviu sequer falar) pode transformar uma simples caixa de correio numa pequena caixa de surpresas.

## Como funciona?
O primeiro passo é pedir uma morada (endereço) de outro utilizador para onde se deverá enviar um postal. Tal endereço é escolhido aleatoriamente. A pessoa registada irá receber a morada por email, em conjunto com um ID (ex: BR-567) que identifica unicamente esse postal no sistema.
Depois, deverá enviar o postal sem esquecer de escrever o ID que lhe foi dado no postal. Quando o postal chegar ao seu destinatário, a pessoa deve registrá-lo no sistema. Assim que o postal enviado chegar ao destinatário e for registado no sistema, a morada da pessoa que o enviou será a próxima a ser selecionada quando outro usuário pedir um endereço. Dessa maneira, os participantes criam um efeito cascata, ficando na fila de endereços cada vez que enviarem um postal e ele for registrado.
Pode-se ter até 5 postais viajando simultaneamente no início, e depois cada vez que um postal enviado for registado, o número de postais simultâneos aumenta gradualmente. Cada postal registrado libera o envio de um novo.

## O Fórum
O site dispõe de um fórum oficial  onde os usuários podem trocar informações e (mais) postais, sanar dúvidas, fazer amizade, propor trocas diversas. Há também uma secção off topic para discutir assuntos não inerentes ao projeto.
O propósito do fórum é dar suporte e discutir a ideia do postcrossing.